# Arronnes
 Arronnes  là một xã ở tỉnh Allier thuộc miền trung nước Pháp.